# Данфермлінське абатство
Данфермлінское абатство (англ. Dunfermline Abbey) — бенедиктинський католицький монастир в центрі міста Данфермлін в області Файф на сході Шотландії.

## Історія
У 1070 році Маргарита, внучка короля Англії Едмунда II Залізобокого, обвінчалася в Данфермліні з королем Шотландії Малкольмом III. Королеві настільки сподобалися ці краї, що вона вирішила заснувати тут релігійну громаду і запросити сюди ченців-бенедиктинців з Кентербері. Так в 1072 році було засновано Данфермлінское абатство.
Спочатку цей монастир — ймовірно побудований на місці церкви, де були повінчані Малкольм і Маргарита — мав досить скромні розміри, але до 1128 року за указу Давида I, шостого сина королівського подружжя, на той час вступив на престол Шотландії, був значно добудований. Згодом був з'єднаний критим переходом з королівським палацом в Данфермліні.

### Місце поховання королів

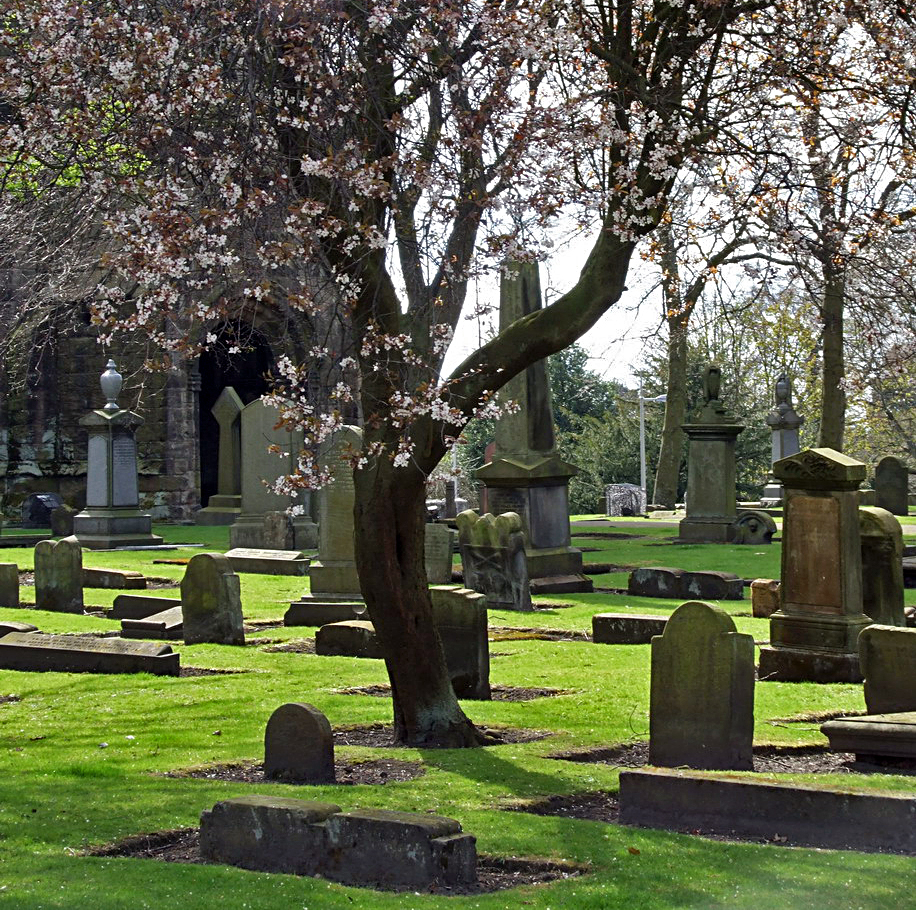
Цвинтар абатства

У Середньовіччі Данфермлінське абатство було одним з найважливіших релігійних центрів країни, а також місцем поховання монархів Шотландії. Так, наприклад, на його території поховані:
- Малькольм III і його дружина Маргарита Шотландська;
- Троє їхніх синів, також королів Шотландії — Едгар (роки правління 1097—1107), Олександр I (1107—1124) і Давид I (1124—1153);
- Малькольм IV (1153—1165);
- Олександр III (1249—1286), його перша дружина Маргарет і їхні сини Олександр і Давид;
- Роберт Брюс (1306—1329), його дружина Єлизавета де Бург і їхня донька Матильда;
- Томас Рендольф, граф Морея, регент Шотландії в період дитинства короля Давида II;
- Арабелла Драммонд, дружина короля Роберта III;
- Роберт Стюарт, герцог Олбані, регент Шотландії в період правління Роберта II, Роберта III і Якова I.